# I'm Sorry, I Love You
I'm Sorry, I Love You (hangul: 미안하다, 사랑한다; rr: Mianhada Saranghanda) é uma série de televisão sul-coreana transmitida pela KBS2 em 2004, estrelada por So Ji-sub e Im Soo-jung.

## Enredo
Cha Moo-hyuk é um artista trabalhando nas ruas da Austrália. Ele foi abandonado por seus pais quando criança e adotado por um casal, na Austrália. Infelizmente, ele foi maltratado por seus pais adotivos e, assim, perambula pelas ruas, enganando turistas quando eles estão perdidos. É através de um desses golpes que esbarra em Song Eun-chae.
Song Eun-chae é uma coordenadora de moda e amiga de infância de um famoso cantor coreano, Choi Yoon. Ela vê Yoon como ponto focal de sua vida e faz de tudo para agradá-lo. Yoon visita Melbourne, Austrália, para fazer uma sessão de fotos com outra famosa atriz coreana, Kang Min-joo, que também passa a ser uma amiga de Eun-chae. Yoon Eun-chae pede para levá-lo perto de Min-joo, como ele está interessado nela. Ele quebra o coração de Eun-chae, mas fá-lo em conformidade. Um dia, bagagem e dinheiro de Eun-chae são roubados pelo mesmo bando de criminosos errantes como Moo-hyuk.
Deixado sozinho por Yoon, cansado, com fome e indefesa, ela vagueia pelas ruas sem rumo, até que ela esbarra em Moo-hyuk que, movido por sua situação, ajuda-la em uma cena de ação heróica. Quando alguns gangsters ameaçá-la, ela é forçada a passar uma noite com ele fora nas docas. Na manhã seguinte, ela acorda e percebe que sua bagagem e dinheiro bem na frente dela. Moo-hyuk conseguiu encontrar o material roubado por seu bando e voltar tudo para Eun-chae, e com as coisas dela, ela está feliz em um avião de volta para a Coreia, quando ela esbarra em Min-joo e Yoon, que agora são um casal.

## Elenco
- So Ji-sub como Cha Moo-hyuk[2]
- Im Soo-jung como Song Eun-chae[3]
- Jung Kyung-ho como Choi Yoon
- Lee Hye-young como Oh Deul-hee ou "Audrey" / Jo Mal-bok
- Seo Ji-young como Kang Min-joo
- Jeon Hye-jin como Yoon Seo-kyung
- Shin Goo como Min Hyun-seok
- Lee Young-ha como Song Dae-cheon (o pai de Eun-chae)
- Park Gun-tae como Kim Gal-chi
- Kim Hye-ok como Jang Hye-sook
- Ok Ji-young como Song Sook-chae
- Jung Hwa-young como Song Min-chae
- Choi Yeo-jin como Moon Ji-young
- David No como assassino

## Recepção
Na tabela abaixo, os números azuis representam as audiências mais baixas e os números vermelhos representam as audiências mais elevadas.
| Episódio | Seul  | Em todo o país |
| -------- | ----- | -------------- |
| 1        | 16.6% | 16.1%          |
| 2        | 16.7% | 16.1%          |
| 3        | 19.3% | 18.5%          |
| 4        | 17.1% | 16.9%          |
| 5        | 19.3% | 19.8%          |
| 6        | 17.7% | 18.5%          |
| 7        | 15.4% | 16.5%          |
| 8        | 15.3% | 17.0%          |
| 9        | 17.5% | 18.2%          |
| 10       | 19.6% | 20.1%          |
| 11       | 20.3% | 20.3%          |
| 12       | 22.5% | 21.7%          |
| 13       | 22.7% | 23.2%          |
| 14       | 27.4% | 27.1%          |
| 15       | 25.7% | 25.6%          |
| 16       | 28.6% | 29.2%          |
| Média    | 20.3% | 20.1%          |

Fonte: TNSMK Media Korea

## Prêmios e indicações
| Ano  | Prêmio                     | Categoria                     | Recipiente              | Resultado |
| ---- | -------------------------- | ----------------------------- | ----------------------- | --------- |
| 2004 | KBS Drama Awards           | Prêmio de Excelência, Ator    | So Ji-sub               | Venceu    |
| 2004 | KBS Drama Awards           | Melhor Atriz Revelação        | Im Soo-jung             | Venceu    |
| 2004 | KBS Drama Awards           | Melhor Ator Mirim             | Park Gun-tae            | Venceu    |
| 2004 | KBS Drama Awards           | Prêmio Internet, Ator         | So Ji-sub               | Venceu    |
| 2004 | KBS Drama Awards           | Prêmio Internet, Atriz        | Im Soo-jung             | Venceu    |
| 2004 | KBS Drama Awards           | Prêmio de Popularidade, Ator  | So Ji-sub               | Venceu    |
| 2004 | KBS Drama Awards           | Prêmio de Popularidade, Atriz | Im Soo-jung             | Venceu    |
| 2004 | KBS Drama Awards           | Prêmio de Melhor Casal        | So Ji-sub e Im Soo-jung | Venceu    |
| 2005 | Baeksang Arts Awards       | Melhor Drama                  | I'm Sorry, I Love You   | Venceu    |
| 2005 | Baeksang Arts Awards       | Melhor Ator (TV)              | So Ji-sub               | Venceu    |
| 2005 | Baeksang Arts Awards       | Melhor Atriz Revelação (TV)   | Im Soo-jung             | Indicado  |
| 2005 | Baeksang Arts Awards       | Ator Mais Popular (TV)        | So Ji-sub               | Indicado  |
| 2005 | Baeksang Arts Awards       | Atriz Mais Popular (TV)       | Im Soo-jung             | Indicado  |
| 2005 | Korean Broadcasting Awards | Melhor Drama                  | I'm Sorry, I Love You   | Venceu    |

## Exibição
| País          | Emissora             | Data de estréia       | Data de final          | Título                |
| ------------- | -------------------- | --------------------- | ---------------------- | --------------------- |
| Coreia do Sul | KBS2                 | 8 de novembro de 2004 | 28 de dezembro de 2004 | 미안하다 사랑한다     |
| Taiwan        | STAR Chinese Channel | 23 de maio de 2005    | 22 de junho de 2005    | 對不起，我愛你        |
| Japão         | TV Tokyo             | 17 de maio de 2006    |                        | ごめん、愛してる      |
| Filipinas     | QTV                  | julho de 2006         |                        | I'm Sorry, I Love You |